# Ray Manzarek
Ray Manzarek, Raymond Daniel Manczarek (Chicago, 1939. február 12. – Rosenheim, Németország, 2013. május 20.) lengyel-amerikai zongorista. A The Doors együttes billentyűse volt 1965-től 1973-ig, majd 2001-től újra.

## Élete
Manzarek Philip Glass-szel együtt elkészítette Carl Orff Carmina Burana című művének rock-adaptációját. Producere volt az Echo & the Bunnymennek, az X nevű Los Angeles-i zenekarnak, játszott Iggy Poppal és támogatta Michael McClure San Franciscó-i költő felolvasásait.
Egy németországi kórházban hunyt el, epevezeték rák okozta halálát.

## Diszkográfia

### The Doors
(Lásd ott)

### Szólólemezek
- The Golden Scarab (1973)
- The Whole Thing Started with Rock & Roll Now It's Out of Control (1974)
- Carmina Burana (1983)
- Love Her Madly (2006)

### Nite City
- Nite City (1977)
- Golden Days Diamond Night (1978)

### Michael McClurerel
- Love Lion (1993)
- The Piano Poems: Live From San Francisco (2012)

### Darryl Readdel
- Freshly Dug (1999)

### Piotr Ballal
- Atonal Head (2006)

### Roy Rogers-szel
- Ballads Before The Rain (2008)
- Translucent Blues (2011)
- Twisted Tales (2013)

### Spoken Word
- The Doors: Myth And Reality, The Spoken Word History (1996)